# Adalberto Pereira dos Santos
Adalberto Pereira dos Santos (Taquara, 11 de abril de 1905 – Rio de Janeiro, 2 de abril de 1984) foi um general e político brasileiro, tendo servido como o 18.º vice-presidente do Brasil durante o Governo Ernesto Geisel.

## Dados biográficos

Adalberto Pereira dos Santos, em 1974.

Filho de Urbano Alves dos Santos e Otília Pereira dos Santos. Em 1918 ingressou no Colégio Militar de Porto Alegre, seguindo depois para a Escola Militar do Realengo. Mais tarde estudou na Escola de Comando e Estado-Maior do Exército (ECEME) e por fim na Escola Superior de Guerra. Participou da Revolução de 1930 e contra a Revolução Constitucionalista de 1932. Foi membro da Força Expedicionária Brasileira durante a Segunda Guerra Mundial. Conspirou pelas quedas de Getúlio Vargas (1945) e João Goulart (1964).
Chegou ao generalato e comandou a Academia Militar das Agulhas Negras entre 1º de fevereiro de 1960 e 5 de fevereiro de 1962. Em seguida, à frente da 6ª Divisão de Infantaria (6ª DI), em Porto Alegre, foi líder destacado no Rio Grande do Sul da conspiração que culminaria no golpe de Estado de 1964. Conforme Carlos Alberto da Fontoura, seu chefe de Estado-Maior, “Eu não devo dizer que o general Adalberto conspirava, porque general não deve conspirar. Eu levava tudo a ele e ele concordava com tudo.” O dispositivo militar do governo sabia da militância de Adalberto e de seu proselitismo junto ao comandante do III Exército, o general Benjamim Rodrigues Galhardo, e assim antes do golpe sua substituição pelo general Ladário Pereira Teles já estava decidida.
No decorrer do golpe, em 1º de abril Galhardo deixou o comando do III Exército ao mesmo tempo que Ladário foi nomeado à 6ª DI e, como general mais antigo do III Exército, ocupou interinamente seu comando. O coronel Jarbas Ferreira de Souza assumiu a divisão e Adalberto deveria seguir ao Rio de Janeiro. Em vez disso, clandestinamente assumiu o comando da guarnição da 6ª DI em Cruz Alta. Por causa da chuva, vestia capa impermeável, gerando a história de que teria escapado disfarçado de padre. Em Cruz Alta aceitou a autoridade do general Mário Poppe de Figueiredo, comandante da 3ª DI, em Santa Maria, e autoproclamado comandante do “III Exército Revolucionário”. Antes da entrada de Poppe em Porto Alegre, em 3 de abril, Adalberto já havia retornado à cidade.
Alcançou o posto de General de exército em 1965. Entre 24 de novembro de 1965 e 28 de março de 1968, foi comandante do I Exército. Foi chefe do Estado-Maior do Exército, de 29 de março de 1968 a 11 de abril de 1969. Nesse período, o presidente Artur da Costa e Silva baixou o Ato Institucional Número Cinco em 13 de dezembro de 1968. Seu voto foi o mais curto da reunião: "Estou de acordo com o ato, senhor presidente".
Nomeado ministro do Superior Tribunal Militar, exerceu esse cargo de 16 de abril de 1969 a 9 de julho de 1973. Presidiu a referida corte, no período de 19 de março a 9 de julho desse último ano.
Como requisito para a sua candidatura à vice-presidência da República na chapa do também General gaúcho Ernesto Geisel, filiou-se à ARENA que homologou suas candidaturas em convenção nacional realizada em 14 de setembro de 1973. Os candidatos governistas foram vitoriosos no Colégio Eleitoral em 15 de janeiro de 1974 por ampla margem de votos sobre Ulysses Guimarães e Barbosa Lima Sobrinho, os "anticandidatos" do MDB.
Foi vice-presidente da República entre 15 de março de 1974 e 15 de março de 1979. Em 1977, tornou-se o primeiro morador do Palácio Jaburu, residência oficial do vice-presidente, projetado por Oscar Niemeyer em 1973. Marcado pelo jeito discreto, foi uma figura simbólica no Governo Geisel. Cumprido o mandato, ao qual encarou como mais um dever militar e não guardou nostalgia, deixou a vida pública. Segundo a Folha de S. Paulo (2008), "o militar gaúcho era tido como um homem cordial, mas que não fazia cerimônias".